# Doruk Ataoglu
Doruk Ataoglu (Istanbul, 5. kolovoza 1990.) je turska pop pjevačica.

## Diskografija
- Ölümsüz Zombiler Adına 2001.
- Saçmalıklar Prensi 2004.
- The Cliff Sound Days 2007.
- Womanizer Kayıtları 2008.